# Екатеринбургская городская Дума 8 созыва
Екатеринбургская городская Дума 8 созыва (2023—2028 года) начала свою работу в сентябре 2023 года. Первое заседание думы 8-го созыва состоялось 19 сентября 2023 года.

## Выборы
Выборы в Екатеринбургскую городскую думу VIII-го созыва прошли в период с 9 по 10 сентября 2023 года. В соответствии с уставом города Екатеринбург, выборы прошли по смешанной избирательной системе, где 10 депутатов избирались по партийным спискам, а ещё 25 — по одномандатным округам. Явка составила 20%: на выборах проголосовало 230 тысяч человек. «Единая Россия» получила на выборах 41,87% голосов, ЛДПР — 14,60%, КПРФ — 12,36%, СРЗП — 11,14%, «Яблоко» — Объединённые демократы» — 9,24%, НЛ — 8,50%.
В думе 8-го созыва действовало 6 фракций:
- Фракция «Единая Россия» — 27 из 35 депутатов;
- Фракция «Либерально-демократическая партия России» — 3 из 35 депутатов;
- Фракция «Коммунистическая партия Российской Федерации» — 2 из 35 депутатов;
- Фракция «Справедливая Россия — За правду» — 1 из 35 депутатов;
- Фракция «Яблоко» — 1 из 35 депутатов;
- Фракция «Новые Люди» — 1 из 35 депутатов.

## Структура

### Комиссии
В составе ЕГД VIII созыва действовало 8 комиссий:
- бюджетно-экономические;
- по местному самоуправлению, культурной и информационной политике и связям с общественностью;
- по городскому хозяйству, градостроительству и землепользованию;
- по социальной защите и здравоохранению;
- по безопасности жизнедеятельности населения;
- по развитию образования, науки, физической культуры, спорта и молодежной политике;
- по муниципальной собственности;
- по экономическому развитию и инвестициям, промышленности и предпринимательской деятельности.

## Состав
Выбывшие депутаты
| Фамилия Имя Отчество                         | Дата рождения | Способ избрания                                                                                  | До избрания | Должность в городской думе |
| -------------------------------------------- | ------------- | ------------------------------------------------------------------------------------------------ | --- | --- |
| Единая Россия                                |               |                                                                                                  | | |
| Альшевских Александр Андреевич               | 12.05.1989    | Избран по одномандатному избирательному округу № 8                                               | Заместитель директора по правовым вопросам ООО ЧОО «Искандер»                                                              | |
| Бондарев Илья Эдуардович                     | 26.11.1974    | Избран по общегородской части списка партии                                                      | Председатель НП «Союз животноводов Урала»                                                                                  | |
| Бондаренко Елена Вениаминовна                | 13.08.1975    | Избрана по одномандатному избирательному округу № 23                                             | Депутат Екатеринбургской городской думы VII созыва                                                                         | |
| Вечкензин Михаил Валерьевич                  | 02.08.1987    | Избран по одномандатному избирательному округу № 15                                              | Индивидуальный предприниматель                                                                                             | |
| Вихарев Алексей Андреевич                    | 28.10.1984    | Избран по одномандатному избирательному округу № 19                                              | Депутат Екатеринбургской городской думы VII созыва                                                                         | |
| Володин Игорь Валерьевич                     | 28.12.1962    | Избран по одномандатному избирательному округу № 18                                              | Депутат Екатеринбургской городской думы VII созыва                                                                         | |
| Вяткина Татьяна Олеговна                     | 02.11.1964    | Избрана по одномандатному избирательному округу № 4                                              | Директор МАОУ-СОШ № 168 | |
| Гурарий Анна Дмитриевна                      | 10.02.1990    | Избрана по одномандатному избирательному округу № 9                                              | Доцент кафедры прикладной социологии УрФУ                                                                                  | Председатель ЕГД VIII-го созыва                                                                                               |
| Жуков Тимофей Романович                      | 04.02.1994    | Избран по общегородской части списка партии                                                      | Депутат Екатеринбургской городской думы VII созыва                                                                         | |
| Зиганшин Артур Рашидович                     | 10.05.1977    | Избран по одномандатному избирательному округу № 10                                              | Генеральный директор АНО «Чистый город»                                                                                    | |
| Киселев Станислав Александрович              | 24.06.1982    | Избран по одномандатному избирательному округу № 2                                               | Врач-анестезиолог-реаниматолог Территориального центра медицины катастроф                                                  | |
| Колесников Александр Евгеньевич              | 08.01.1968    | Избран по одномандатному избирательному округу № 6                                               | Индивидуальный предприниматель                                                                                             | |
| Крицкий Владимир Павлович                    | 12.04.1959    | Избран по одномандатному избирательному округу № 11                                              | Депутат Екатеринбургской городской думы VII созыва                                                                         | |
| Матвеев Михаил Никитович                     | 16.03.1957    | Избран по одномандатному избирательному округу № 1                                               | Депутат Екатеринбургской городской думы VII созыва                                                                         | |
| Мещеряков Алексей Алексеевич                 | 23.06.1993    | Избран по одномандатному избирательному округу № 7                                               | Индивидуальный предприниматель                                                                                             | |
| Немец Анастасия Сергеевна                    | 30.07.1982    | Избрана по общегородской части списка партии                                                     | Депутат Екатеринбургской городской думы VII созыва                                                                         | |
| Овчинников Владислав Игорьевич               | 12.01.1994    | Избран по одномандатному избирательному округу № 17                                              | Директор АНО «Волонтерский центр Русской медной компании «Сила Урала»                                                      | |
| Павленко Сергей Александрович                | 01.08.1968    | Избран по одномандатному избирательному округу № 25                                              | Заместитель начальника отдела организации охранной деятельности филиала ПАО «Газпром»                                      | |
| Пустозеров Павел Александрович               | 22.02.1978    | Избран по одномандатному избирательному округу № 14                                              | Депутат Екатеринбургской городской думы VII созыва                                                                         | |
| Сергин Дмитрий Рифович                       | 04.11.1967    | Избран по одномандатному избирательному округу № 22                                              | Депутат Екатеринбургской городской думы VII созыва                                                                         | |
| Смирнов Алексей Николаевич                   | 09.10.1980    | Избран по одномандатному избирательному округу № 5                                               | Начальник организационного управления службы директора по персоналу и общим вопросам ОАО «УГМК»                            | |
| Старожилов Дмитрий Анатольевич               | 14.09.1982    | Избран по одномандатному избирательному округу № 3                                               | Исполнительный директор АО «Специализированный застройщик «УГМК-Макаровский»                                               | |
| Швалёв Антон Александрович                   | 01.10.1982    | Избран по общегородской части списка партии                                                      | Директор ООО «Агидель» | |
| Шестаков Алексей Станиславович               | 01.12.1979    | Избран по одномандатному избирательному округу № 16                                              | Заместитель генерального директора по общим вопросам ООО «Консалтинговый центр «М&А»                                       | |
| Харитонова Марина Павловна                   | 11.05.1959    | Избрана по одномандатному избирательному округу № 21                                             | Главный врач ГАУЗ СО «Свердловская областная стоматологическая поликлиника»                                                | |
| Чачин Виталий Витальевич                     | 01.01.1987    | Избран по одномандатному избирательному округу № 12                                              | Индивидуальный предприниматель                                                                                             | |
| Арбузова Галина Николаевна                   | 01.10.1947    | Избрана по партийному списку (Территориальная группа № 15: Орджоникидзевская)                    | Директор школы № 67 Орджоникидзевского района                                                                              | Председатель комиссии по развитию образования, науки, физической культуры, спорта и молодёжной политике                       |
| Боярский Сергей Николаевич                   | 06.10.1957    | Избран по партийному списку (Территориальная группа № 10: Ленинская)                             | Главный врач в ООО «Первая детская поликлиника»                                                                            | Заместитель председателя комиссии по социальной защите и здравоохранению                                                      |
| Воронин Сергей Николаевич                    | 12.06.1973    | Избран по общегородской части списка партии Единая Россия                                        | Советник ректора Уральского государственного экономического университета по вопросам гражданско-патриотического воспитания | Председатель комиссии по безопасности жизнедеятельности населения                                                             |
| Воронин Сергей Николаевич                    | 12.06.1973    | Одномандатный избирательный округ № 9                                                            | Советник ректора Уральского государственного экономического университета по вопросам гражданско-патриотического воспитания | Председатель комиссии по безопасности жизнедеятельности населения                                                             |
| Крицкий Владимир Павлович                    | 12.04.1959    | Избран по одномандатному избирательному округу № 7                                               | Генеральный директор в АО «ЛСР. Недвижимость — Урал»                                                                       | Член комиссии по бюджету и экономической политике                                                                             |
| Мелёхин Сергей Владимирович                  | 19.09.1965    | Избран по одномандатному избирательному округу № 2                                               | Депутат Екатеринбургской городской думы VI созыва                                                                          | Член комиссии по развитию образования, науки, физической культуры, спорта и молодёжной политике                               |
| Овчинникова Ира Александровна                | 07.02.1960    | Избран по одномандатному избирательному округу № 1                                               | Депутат Екатеринбургской городской думы VI созыва                                                                          | Член комиссии по бюджету и экономической политике                                                                             |
| Смирнов Владимир Викторович                  | 27.04.1981    | Избран по партийному списку (Региональная группа № 14: Орджоникидзевская)                        | Депутат Екатеринбургской городской думы VI созыва                                                                          | Заместитель председателя комиссии по экономическому развитию и инвестициям, промышленности и предпринимательской деятельности |
| Смирнягин Николай Сергеевич                  | 25.04.1981    | Избран по одномандатному избирательному округу № 10                                              | Генеральный директор Управляющей компании «Академический»                                                                  | Член комиссии по городскому хозяйству, градостроительству и землепользованию                                                  |
| Тестов Виктор Николаевич                     | 16.11.1962    | Избран по одномандатному избирательному округу № 5                                               | Заместитель Председателя Екатеринбургской городской Думы VI созыва                                                         | Заместитель председателя Екатеринбургской городской думы                                                                      |
| Либерально-демократическая партия России     |               |                                                                                                  | | |
| Вахрушев Николай Михайлович                  | 10.01.1989    | Избран по общегородской части списка партии ЛДПР                                                 | Директор по развитию компании «Горкомзоз»                                                                                  | |
| Лещенко Ксения Игоревна                      | 25.04.1988    | Избрана по общегородской части списка партии ЛДПР                                                | Помощник депутата Екатеринбургской городской думы                                                                          | |
| Николаев Дмитрий Юрьевич                     | 29.03.1978    | Избран по одномандатному избирательному округу № 20                                              | Депутат Екатеринбургской городской думы VII созыва                                                                         | |
| Вихарев Григорий Андреевич                   | 22.02.1990    | Избран по одномандатному избирательному округу № 8                                               | Депутат Екатеринбургской городской думы VI созыва                                                                          | Председатель постоянной комиссии по экономическому развитию и инвестициям, промышленности и предпринимательской деятельности  |
| Гусев Антон Александрович                    | 23.01.1976    | Избран по общегородской части списка партии ЛДПР                                                 | Помощник депутата Государственной думы РФ                                                                                  | Заместитель председателя комиссии по муниципальной собственности                                                              |
| Коммунистическая Партия Российской Федерации |               |                                                                                                  | | |
| Ивачева Виктория Михайловна                  | 10.10.1986    | Избрана по общегородской части списка партии КПРФ                                                | Депутат Екатеринбургской городской думы VII созыва                                                                         | |
| Сомиков Виктор Александрович                 | 16.02.1963    | Избран по одномандатному избирательному округу № 24                                              | Депутат Екатеринбургской городской думы VII созыва                                                                         | |
| Гордеев Олег Сергеевич                       | 17.09.1987    | Избран по партийному списку (Территориальная группа № 18: Чкаловская)                            | Заместитель директора ООО «УралСтройПраво»                                                                                 | Заместитель председателя комиссии по социальной защите и здравоохранению                                                      |
| Пирожков Андрей Александрович                | 27.09.1995    | Избран по партийному списку (Территориальная группа № 17: Чкаловская)                            | Помощник депутата Законодательного Собрания Свердловской области                                                           | Заместитель председателя комиссии по развитию образования, науки, физической культуры, спорта и молодёжной политике           |
| Скоморохова Римма Вениаминовна               | 26.12.1964    | Избрана по общегородской части списка партии КПРФ                                                | Глава Свердловского регионального отделения Общероссийской общественной организации «Дети войны»                           | Председатель комиссии по социальной защите и здравоохранению                                                                  |
| Ступников Роман Русланович                   | 28.11.1981    | Избран по партийному списку (Территориальная группа № 16: Чкаловская)                            | Помощник депутата Законодательного Собрания Свердловской области                                                           | Член комиссии по бюджету и экономической политике                                                                             |
| Шадрин Сергей Анатольевич                    | 26.05.1971    | Избран по общегородской части списка партии КПРФ                                                 | Исполнительный директор АО «Земельный ресурс».                                                                             | Член комиссии по местному самоуправлению, культурной и информационной политике и связям с общественностью                     |
| Справедливая Россия — За Правду              |               |                                                                                                  | | |
| Хаванцев Денис Анатольевич                   | 19.08.1984    | Избран по общегородской части списка партии СР — ЗП                                              | Директор по правовым вопросам ООО «Первосторитель»                                                                         | |
| Боркова Любовь Павловна                      | 21.01.1948    | Избрана по одномандатному избирательному округу № 13                                             | Сопредседатель Орджоникидзевского райсовета ветеранов-учителей                                                             | Заместитель председателя комиссии по развитию образования, науки, физической культуры, спорта и молодёжной политике           |
| Вечкензин Михаил Валерьевич                  | 02.08.1987    | Избран по одномандатному избирательному округу № 12                                              | Депутат Екатеринбургской городской думы VI созыва                                                                          | Председатель комиссии по муниципальной собственности                                                                          |
| Караваев Александр Александрович             | 18.11.1982    | Избран по общегородской части списка партии Справедливая Россия                                  | Депутат Екатеринбургской городской думы VI созыва                                                                          | Член комиссии по городскому хозяйству, градостроительству и землепользованию                                                  |
| Козлов Владимир Игоревич (с 14.02.2019)      | 08.11.1982    | Избран по партийному списку (Территориальная группа № 3: Верх-Исетская) (Передан мандат Швалева) | Помощник депутата Екатеринбургской городской думы                                                                          | Член комиссии по социальной защите и здравоохранению                                                                          |
| Колесников Александр Евгеньевич              | 08.01.1968    | Избран по одномандатному избирательному округу № 4                                               | Глава ООО "УК «РЭМП Железнодорожного района».                                                                              | Председатель Комиссии по городскому хозяйству, градостроительству и землепользованию                                          |
| Мещеряков Алексей Алексеевич                 | 23.06.1993    | Избран по партийному списку (Территориальная группа № 7: Кировская)                              | Юрисконсульт в ООО «Финансы и Право»                                                                                       | Заместитель председателя комиссии по развитию образования, науки, физической культуры, спорта и молодёжной политике           |
| Холодарёв Алексей Юрьевич                    | 28.01.1976    | Избран по партийному списку (Региональная группа № 12: Октябрьская)                              | Директор ООО «Рассвет» | Заместитель председателя комиссии по бюджету и экономической политике                                                         |
| Яблоко                                       |               |                                                                                                  | | |
| Киселёв Константин Викторович                | 18.05.1963    | Избран по общегородской части списка партии Яблоко                                               | Депутат Екатеринбургской городской думы VII созыва                                                                         | |
| Новые Люди                                   |               |                                                                                                  | | |
| Козлов Сергей Николаевич                     | 16.06.1980    | Избран по общегородской части списка партии Новые Люди                                           | Директор и основатель группы компаний «Априори»                                                                            | |